# Bârla (gmina)
Bârla – gmina w Rumunii, w okręgu Ardżesz. Obejmuje miejscowości Afrimești, Bădești, Bârla, Brabeți, Ciocești, Malu, Mândra, Mozăcenii-Vale, Podișoru, Șelăreasca, Urlueni i Zuvelcați. W 2011 roku liczyła 5142 mieszkańców.